# Valdemārs Baumanis
Valdemārs Baumanis (né le 19 avril 1905 à Liepāja en Lettonie et mort le 24 avril 1992 à Chicago aux États-Unis) est un ancien joueur, entraîneur et arbitre de basket-ball et entraîneur de football letton.

## Palmarès
- Champion d'Europe 1935
- Finaliste du championnat d'Europe 1939